# Het Handelsblad

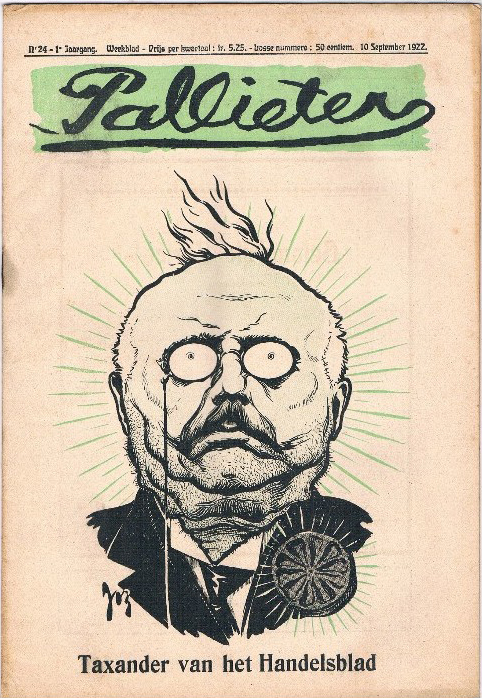
Taxander van Het Handelsblad (door Jos De Swerts in 1922)

Het Handelsblad is een Antwerpse krant van katholieke strekking die tussen 1844 en 1979 verscheen. Op het moment van zijn verdwijnen was dit de oudste bestaande Nederlandstalige krant in België en de oudste krantentitel in Vlaanderen. 

## Historiek
In 1844 werd Het Handelsblad der Stad en Provincie Antwerpen opgericht door de in Antwerpen gevestigde Nederlandse uitgever Jan Petrus van Dieren. Hij wilde een katholiek tegengewicht bieden voor de Franstalige en liberale publicaties in Vlaanderen. Het blad was een belangrijke steun voor de Meetingpartij, die in de jaren 1860 de Antwerpse politiek ging domineren. Het werd toen de meest prominente krant met Vlaamsgezinde standpunten.
Tijdens de Eerste Wereldoorlog verscheen het dagblad niet. Na de oorlog raakte de krant zijn plaats van voornaamste katholieke Vlaamsgezinde stem kwijt aan De Standaard, die radicalere standpunten verkondigde in de Vlaamse kwestie verkondigde. In 1931 begon Bruno De Winter te werken voor Het Handelsblad, in 1936 als parlementair verslaggever en vanaf 1938 als stadsredacteur. Hij ondertekende zijn bekendste rubriek met  't Pallieterke, een verwijzing naar het polemische tijdschrift Pallieter (1922-1928), dat op zijn beurt was afgeleid van de romanfiguur Pallieter van Felix Timmermans. Zijn scherpe bijdrages deden de krant groeien tot een oplage van 100.000 exemplaren. 
Tijdens de bezetting van de Tweede Wereldoorlog werd Het Handelsblad verboden en pas na de bevrijding terug uitgegeven op 7 september 1944. In 1945 startte De Winter met een eigen weekblad – 't Pallieterke – en verliet Het Handelsblad in 1946.
Begin jaren 50 was de oplage verkleind tot 20.000 exemplaren. Onder leiding van Jan Merckx waaide er een frisse wind met culturele rubrieken (onder meer de eerste verhalen van de stripreeks Piet Pienter en Bert Bibber), meer uitgesproken flamingantisme en sterkere banden met de christelijke middenstand.
Op 23 april 1957 werd de krant vanwege het dalend aantal lezers overgenomen door de Standaard-groep. In oktober 1962 hield Het Handelsblad op te bestaan als zelfstandig blad. Van toen af was het niets meer dan een kopblad van Het Nieuwsblad: dezelfde inhoud met een andere titel, aangevuld met plaatselijk Antwerps nieuws. Na het faillissement van de Standaard-groep in 1977 volgde een rationalisering van de kranten, waarna Het Handelsblad op 15 februari 1979 wegens de te kleine oplage helemaal werd opgedoekt.
| Periode   | Hoofdredacteur                  | Redactie |
| --------- | ------------------------------- | --- |
| 1844-1847 | Lodewijk Vleeschouwer           | |
| 1847-1901 | August Snieders                 | Jan J. de Laet, Domien Sleeckx, Edward Coremans, Theodoor van Ryswyck, Johan M. Dautzenberg, J.B. van Kerckhoven, Jan van Menten. |
| 1901-1943 | Jan van Menten (alias Taxander) | Bruno De Winter, Jan Hendrickx |
| 1943-1952 | Jules Jacobs (alias Bart)       | Bruno De Winter, Jan Merckx |
| 1952-1962 | Jan Merckx                      | Ivo Michiels, Paul de Vree, Pom                                                                                                   |